# Ballville
Ballville é um lugar designado pelo censo localizado no condado de Sandusky no estado estadounidense de Ohio. No Censo de 2010 tinha uma população de 2.976 habitantes e uma densidade populacional de 395,13 pessoas por km².

## Geografia
Ballville encontra-se localizado nas coordenadas 41° 19′ 39″ N, 83° 08′ 05″ O. Segundo a Departamento do Censo dos Estados Unidos, Ballville tem uma superfície total de 7.53 km², da qual 7 km² correspondem a terra firme e (7.05%) 0.53 km² é água.

## Demografia
Segundo o censo de 2010, tinha 2.976 habitantes residindo em Ballville. A densidade populacional era de 395,13 hab./km². Dos 2.976 habitantes, Ballville estava composto pelo 95.13% brancos, o 1.41% eram afroamericanos, o 0.1% eram amerindios, o 0.54% eram asiáticos, o 0% eram insulares do Pacífico, o 1.38% eram de outras raças e o 1.44% pertenciam a duas ou mais raças. Do total da população o 3.9% eram hispanos ou latinos de qualquer raça.

## Localidades na vizinhança
O diagrama seguinte representa as localidades num raio de 12 km ao redor de Ballville.